# 253. peruť (Izrael)
253. peruť (hebrejsky טייסת 253‎) Izraelského vojenského letectva, známá též jako Negevská peruť, je jednotka vybavená stíhačkami F-16I Sufa dislokovaná na základně Ramon.